# Straßenbahn Uppsala
| Spurweite: | 1435 mm (Normalspur) |                                   |                                   |
| |                      |                                   |                                   |
| \| \| \| Ostkustbanan von Sundsvall \| \| \| \| \| Bahnstrecke Mora–Uppsala von Mora \| \| \| \| \| Uppsala centralstation \| \| \| \| \| Ostkustbanan nach Stockholm \| \| \| \| \| Fyrisån \| \| \| \| \| Svandammen \| \| \| \| \| Akademiska sjukhuset \| \| \| \| \| Akademiska sjukhuset södra \| \| \| \| \| Uppsala Science Park \| \| \| \| \| \| \| \| \| \| Ångströmlaboratoriet \| \| \| \| \| Lyrikparken \| \| \| \| \| Vinghästtorget \| \| \| \| \| Gälbo \| \| \| \| \| Ultuna \| \| \| \| \| Talltorget \| \| \| \| \| Rosendals torg \| \| \| \| \| Rosendals gård \| \| \| \| \| Valsätra idrottsplats \| \| \| \| \| August Södermans väg \| \| \| \| \| Gottsunda Centrum \| \| \| \| \| Bäcklösa torg \| \| \| \| \| \| \| \| \| \| Ultunaallén \| \| \| \| \| Fyrisån, Ultunabron (850 m)[3][2] \| \| \| \| \| Wagenhalle Nåntuna \| \| \| \| \| Skåneplan \| \| \| \| \| Sävja \| \| \| \| \| Stordammen \| \| \| \| \| Ostkustbanan von Uppsala C \| \| \| \| \| Uppsala Södra (ab 2034)[4] \| \| \| \| \| Ostkustbanan nach Stockholm \| \| |                      |                                   |                                   |
| Bemerkungen: Die Haltestellennamen sind Arbeitsnamen, die sich noch ändern können. |                      |                                   |                                   |
| Strecke |                      | Ostkustbanan von Sundsvall        | Ostkustbanan von Sundsvall        |
| Abzweig geradeaus und von rechts |                      | Bahnstrecke Mora–Uppsala von Mora | Bahnstrecke Mora–Uppsala von Mora |
| U-Bahn-Kopfbahnhof Streckenanfang (Strecke außer Betrieb) · Bahnhof |                      | Uppsala centralstation            | Uppsala centralstation            |
| U-Bahn-Strecke (außer Betrieb) |                      | Ostkustbanan nach Stockholm       | Ostkustbanan nach Stockholm       |
| U-Bahn-Brücke über Wasserlauf (Strecke außer Betrieb) |                      | Fyrisån                           | Fyrisån                           |
| U-Bahn-Haltepunkt / Haltestelle (Strecke außer Betrieb) |                      | Svandammen                        | Svandammen                        |
| U-Bahn-Haltepunkt / Haltestelle (Strecke außer Betrieb) |                      | Akademiska sjukhuset              | Akademiska sjukhuset              |
| U-Bahn-Haltepunkt / Haltestelle (Strecke außer Betrieb) |                      | Akademiska sjukhuset södra        | Akademiska sjukhuset södra        |
| U-Bahn-Haltepunkt / Haltestelle (Strecke außer Betrieb) |                      | Uppsala Science Park              | Uppsala Science Park              |
| U-Bahn-Strecke von links (außer Betrieb) · U-Bahn-Abzweig geradeaus und nach rechts (Strecke außer Betrieb) |                      |                                   |                                   |
| U-Bahn-Strecke (außer Betrieb) · U-Bahn-Haltepunkt / Haltestelle (Strecke außer Betrieb) |                      | Ångströmlaboratoriet              | Ångströmlaboratoriet              |
| U-Bahn-Strecke (außer Betrieb) · U-Bahn-Haltepunkt / Haltestelle (Strecke außer Betrieb) |                      | Lyrikparken                       | Lyrikparken                       |
| U-Bahn-Strecke (außer Betrieb) · U-Bahn-Haltepunkt / Haltestelle (Strecke außer Betrieb) |                      | Vinghästtorget                    | Vinghästtorget                    |
| U-Bahn-Strecke (außer Betrieb) · U-Bahn-Haltepunkt / Haltestelle (Strecke außer Betrieb) |                      | Gälbo                             | Gälbo                             |
| U-Bahn-Strecke (außer Betrieb) · U-Bahn-Haltepunkt / Haltestelle (Strecke außer Betrieb) |                      | Ultuna                            | Ultuna                            |
| U-Bahn-Haltepunkt / Haltestelle (Strecke außer Betrieb) · U-Bahn-Strecke (außer Betrieb) |                      | Talltorget                        | Talltorget                        |
| U-Bahn-Haltepunkt / Haltestelle (Strecke außer Betrieb) · U-Bahn-Strecke (außer Betrieb) |                      | Rosendals torg                    | Rosendals torg                    |
| U-Bahn-Haltepunkt / Haltestelle (Strecke außer Betrieb) · U-Bahn-Strecke (außer Betrieb) |                      | Rosendals gård                    | Rosendals gård                    |
| U-Bahn-Haltepunkt / Haltestelle (Strecke außer Betrieb) · U-Bahn-Strecke (außer Betrieb) |                      | Valsätra idrottsplats             | Valsätra idrottsplats             |
| U-Bahn-Haltepunkt / Haltestelle (Strecke außer Betrieb) · U-Bahn-Strecke (außer Betrieb) |                      | August Södermans väg              | August Södermans väg              |
| U-Bahn-Haltepunkt / Haltestelle (Strecke außer Betrieb) · U-Bahn-Strecke (außer Betrieb) |                      | Gottsunda Centrum                 | Gottsunda Centrum                 |
| U-Bahn-Haltepunkt / Haltestelle (Strecke außer Betrieb) · U-Bahn-Strecke (außer Betrieb) |                      | Bäcklösa torg                     | Bäcklösa torg                     |
| U-Bahn-Strecke nach links (außer Betrieb) · U-Bahn-Abzweig geradeaus und von rechts (Strecke außer Betrieb) |                      |                                   |                                   |
| U-Bahn-Haltepunkt / Haltestelle (Strecke außer Betrieb) |                      | Ultunaallén                       | Ultunaallén                       |
| U-Bahn-Brücke über Wasserlauf (Strecke außer Betrieb) |                      | Fyrisån, Ultunabron (850 m)       | Fyrisån, Ultunabron (850 m)       |
| U-Bahn-Abzweig geradeaus, nach links und von links (Strecke außer Betrieb) |                      | Wagenhalle Nåntuna                | Wagenhalle Nåntuna                |
| U-Bahn-Haltepunkt / Haltestelle (Strecke außer Betrieb) |                      | Skåneplan                         | Skåneplan                         |
| U-Bahn-Haltepunkt / Haltestelle (Strecke außer Betrieb) |                      | Sävja                             | Sävja                             |
| U-Bahn-Haltepunkt / Haltestelle (Strecke außer Betrieb) |                      | Stordammen                        | Stordammen                        |
| U-Bahn-Strecke (außer Betrieb) |                      | Ostkustbanan von Uppsala C        | Ostkustbanan von Uppsala C        |
| U-Bahn-Kopfbahnhof Streckenende (Strecke außer Betrieb) · ehemaliger Bahnhof |                      | Uppsala Södra (ab 2034)           | Uppsala Södra (ab 2034)           |
| Strecke |                      | Ostkustbanan nach Stockholm       | Ostkustbanan nach Stockholm       |

Die Straßenbahn Uppsala ist ein Straßenbahnprojekt in der schwedischen Stadt Uppsala. Zwei Linien sollen das Zentrum und den Süden der Stadt erschließen. Die Inbetriebnahme ist für 2029 vorgesehen.

## Geschichte

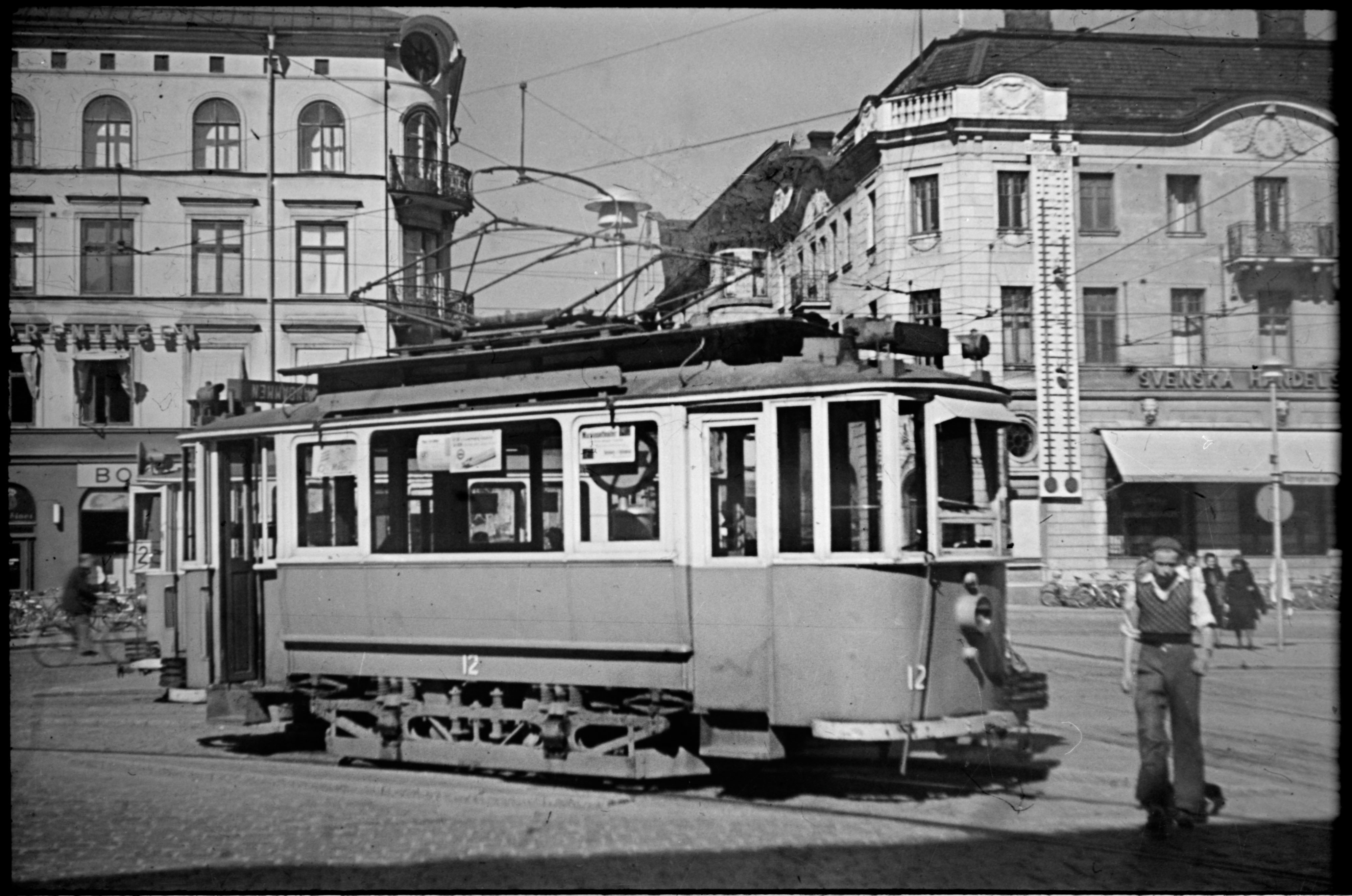
Triebwagen 12 der ehemaligen Straßenbahn Uppsala

Bereits zwischen 1906 und 1953 bestand in Uppsala ein Straßenbahnsystem mit vier Linien.
Im Jahr 2010 begann die Stadt Uppsala mit der Planung einer neuen Straßenbahn. Im Jahr 2017 wurde der sogenannte Uppsala-Paket unterzeichnet, bei dem sich der Staat, die Gemeinde Uppsala und die Region Uppsala län überein kamen, dass der Staat Uppsalas Ausbau des kapazitätsstarken öffentlichen Verkehrs mitfinanzieren und die Eisenbahn nach Stockholm auf vier Gleise erweitern würde. Das Uppsala-Paket wurde 2018 im Stadtrat von Uppsala und im Regionalrat von Uppsala beschlossen.
Im Jahr 2020 wurde eine Untersuchung durchgeführt, bei der die Kosten und die Leistung der Straßenbahn und der BRT (Bus Rapid Transit) verglichen wurden. Die Untersuchung kam zu dem Schluss, dass die Straßenbahn die Technologie ist, die die im Masterplan für die Gemeinde Uppsala beschriebene Entwicklung am besten unterstützt. Im Dezember 2021 entschied der Stadtrat von Uppsala, dass die Straßenbahn gebaut wird, sofern der Staat bei der Kofinanzierung dazu beiträgt.
Im Mai 2022 sagte Trafikverket für die Durchführung des Projektes zwei Milliarden SEK zu. Zudem wurde von der Regierung ein staatlicher Zuschuss von 900 Mio. SEK unter der Voraussetzung vergeben, dass im Süden der Stadt Uppsala 30.000 neue Wohnungen gebaut werden.
Damit konnte das Projekt in seine Umsetzungsphase eintreten. Die Gesamtkosten des Projekts werden auf 6,1 Milliarden Kronen geschätzt.
In den Jahren 2022–2023 wurden detaillierte Pläne für das Straßenbahnnetz und das Straßenbahndepot zur Beratung und Überprüfung vorgelegt. Der erste Spatenstich für den Bau der Straßenbahn wurde am 22. August 2024 vorgenommen. Die Gleisarbeiten sollen ab 2026 erfolgen.
Laut dem britischen Magazin Todays Railways Europe wurden im Frühling 2024 bereits die ersten Teilleistungen für Planung und Bau vergeben.
Am 7. Oktober 2024 hat das schwedische Leasingunternehmen Transitio im Amtsblatt der Europäischen Union die Beschaffung von Fahrzeugen und die Wartung für die Straßenbahn in Uppsala ausgeschrieben.
Die Gemeinde Uppsala hat im Dezember 2024 die Unternehmen NYAB und Azvi als Generalunternehmer für das Straßenbahnprojekt ausgewählt. Die Entscheidung beinhaltet die Vergabe des Auftrags für Phase 1 des Projekts, die Entwurfsarbeiten, die Beschaffung von Subunternehmern, die Erstellung eines Produktionsplans sowie die Berechnung der Projektkosten. NYAB und Azvi, auf Gleis-, Elektro-, Signal- und Telekommunikationsarbeiten bei Eisenbahnprojekten spezialisierte Unternehmen, werden über ein Joint Venture tätig sein. NYAB schätzt den Auftragswert für Phase 1 auf 150–200 Mio. SEK (ca. 13–17 Mio. EUR). Phase 1 soll innerhalb von elf Monaten nach Vertragsunterzeichnung abgeschlossen sein. Durch die Teilnahme an Phase 1 des Projekts hat NYAB gute Chancen, einen Auftrag für Phase 2 zu erhalten, der die Bauarbeiten umfasst und dessen Gesamtwert auf 5 Milliarden SEK (ca. 440 Mio. EUR) geschätzt wird. Phase 2 des Projekts wird von der Gemeinde Uppsala separat bestellt und soll 2025 beginnen und 2029 abgeschlossen werden.
Die Umweltbescheinigung zum Bau einer Fußgänger-, Fahrrad- und Stadtbahnbrücke über den Fluss Fyrisån wurde im Mai eingereicht und soll voraussichtlich im Herbst 2025 vorliegen. Sobald der Umweltbescheid vorliegt, kann die Stadtverwaltung von Uppsala mit dem Bau der Brücke beginnen. Der Plan sieht vor, dass der Bau im Jahr 2026 beginnt und im Jahr 2029 abgeschlossen wird.
Im Jahr 2029 wird die Inbetriebnahme erwartet.

## Streckenverlauf
Das Straßenbahnnetz ist spangenartig konzipiert. Beide Linien führen vom Hauptbahnhof nach Süden und enden am neuen Bahnhof Uppsala Södra in Bergsbrunna.
Die Straßenbahn soll vom Hauptbahnhof Uppsala über Bäverns Gränd, Islandsbron, Svandammen, Yttre Sjukhusvägen und dem Dag Hammarskjölds väg zur Kreuzung mit der Husargatan fahren.
- Der Westzweig führt über Gottsunda. Er folgt der Torgny Segerstedts allé durch Rosendal und weiter entlang dem Vårdsätravägen, dem Hugo Alfvéns väg und der Gottsunda Allé durch Valsätra und Gottsunda und der Ultunaallé.

- Der östliche Ast führt durch Ultuna und dem Dag Hammarskjölds väg und biegt dann auf dem Regementsvägen nach Osten ab. Er verläuft östlich des Ångström-Laboratoriums und folgt dann dem Ulleråkersvägen und Ulls väg, um bei der Ultunaallé wieder auf den westlichen Zweig zu treffen.

Nach der Vereinigung beider Äste führt die Strecke über Fyrisån und Nåntuna über die geplante Ultuna-Brücke weiter nach Bergsbrunna zur Anbindung an den geplanten Bahnhof Uppsala Södra.